# 윕스
윕스(WIPS)는 대한민국의 기업이다.
윕스는 한국 최초로 온라인 전 세계 특허정보서비스를 실시한 기업으로, 현재는 온라인 서비스 뿐만 아니라 IP조사, 기술경영컨설팅, IP교육까지 지식재산 토털서비스를 제공하고 있다.
특허조사/분석 전문가, 변리사, 기업기술가치평가사, 기술거래사 등으로 구성된 전문인력을 통해 서비스를 제공하고 있으며, 2005년에는 특허청으로부터 특허법 제 58조 1항에 따른 선행기술 전문조사기관으로 선정되었다.

## 연혁
- 1999년 (주)윕스 법인 설립, 한국최초 온라인 전 세계 특허정보 검색서비스 search.wips.co.kr 게시, 산업기술 정보조사/분석 사업 진출
- 2000년 (주)윕스 부설 기술연구소 설립, 우수벤처기업 선정(중소기업청)
- 2001년 전자도서관 멀티미디어 자료실 S/W DAL(Digital Active Library)출시, 통합 CD-ROM 관리 S/W사업자 선정
- 2002년 우량기술기업 선정 (기술신용보증보험), 기술개발 시법 기업 지정(중소기업은행), 소프트웨어 품질 인증 획들(한국정보통신기술협회)
- 2003년 해외 온라인 특허정보검색 서비스 WIPS JP, WIPS Global 개시, 전자도서관 디지털 자료실 S/W Media Pro 출시,기술혁신형 중소기업(INNO-BZ) 선정(중소기업청)
- 2004년 온라인 상표정보검색서비스 '인투마크' www.intomark.com 개시
- 2005년 선행기술전문조사기관 지정 기계금속, 화학생명부문 (특허청)
- 2006년 상표전문조사기관 지정 (특허청), 선행기술 전문조사기관 지정 전기/전자부문 (특허청), 대전사무소 개소
- 2007년 (주)윕스 브랜드/디자인센터 설립, (주)윕스 IP교육센터 설립, 경영혁신형 중소기업 (MAIN-BZ)선정 (중소기업청), 기술거래 전문기관 지적 (지식경제부)
- 2008년 디자인 전문조사기관 지정(특허청), 윕스 IP교육센터 평생교육시설 인증 (교육청), 한국특허 일본어 검색서비스 'PATBRIDGE' www.patbridge.com개시
- 2010년 온라인 전 세계 특허분석서비스 '윈텔립스' www.wintelips.com 개시, 대전 R&D 생산성지원센터 설립, WIPO(세계 지식 재산권 기구)선정, ASPI프로그램 협업파트너(아시아 유일의 저개발국가 특허정보서비스 제공), ISO 27001(국제정보보호경영시스템) 인증 획득
- 2011년 윕스 온라인서비스 '세계일류상품' 선정(지식경제부), 특허정보 DB데이터 품질인증 획득(한국데이터베이스진흥원), 개인정보보호 국제인증 BS10012획득, 특허청장상 수상(특허조사부분, 특허정보 기술부분), 차세대 수출 중소기업 지정(서울시), 지식재산대상 KAIST 총장상 수상 이형칠 대표(한국과학기술원), 특허경영대상 수상 이형칠 대표(지식경제부)
- 2012년 우수기술연수센터 지정(지식경제부), 온라인 전 세계 특허분석서비스 'WIPS ON' www.wipson.com개시, 해외 전문가용 온라인 특허정보검색서비스 'WIPS Global Advanced' adv.wipsglobal.com개시, 싱가포르 대표사무소 개소, 미국 워싱턴 DC 법인 설립, 필리핀 특허청과 MOU 체결
- 2013년 PCT 선행기술조사기관 지정(특허청), 국제특허분류 부여 전문기관 지정(특허청), 지식멘토링사업 MOU(한국과학기술정보연구원), 글로벌우수기업 지정(대전시청, KAIST, 텍사스주립대학), 윕스온/윈텔립스 콘텐츠제공서비스 품질인증(한국데이터베이스진흥원)
- 2014년 특허청 심사관 신기술 교육사업 수행, 한국앱전문가협회 MOU체결(특허청), 온라인상표검색서비스 '인투마크' www.intomark.com개시, 고용창출 100대 우수기업 선정(고용노동부), 이형칠 대표이사 석탑산업훈장 수상, 공공데이터 활용 15대 전략분야 중심 스타기업 선정(안전행정부), 기획재정부 장관 표창 수상, 2014 데이터베이스 품질대상 우수상 수상(한국데이터베이스진흥원)
- 2015년 사업화전문회사 지정 (산업통상자원부), 발명의 평가기관 지정 (특허청), 민간기업 최초 데이터베이스 품질인증 Platinum Class 획득 (한국데이터베이스진흥원), 지식서비스대상 컨설팅부문 수상 (정보통신산업진흥원), 핀업디자인어워드 실버프라이즈 수상 (한국산업디자이너협회)
- 2016년 이형칠 대표이사 지식재산창출 전문위원회 위원 위촉 (국가지식재산위원회), 중소기업연구개발 및 사업화 사업 멘토 기관 선정(한국모바일기업진흥협회), 서울과기대-광운대-국민대 산학협력단 MOU 체결, 딜로이트안진회계법인 MOU 체결, 경북하이브리드부품연구원 MOU 체결, 콘텐츠제공서비스 품질인증(한국데이터베이스진흥원), 데이터품질인증 Platinum 클래스 (한국데이터진흥원), 데이터대상 단체부문 수상 (미래창조과학부), 민간기업 최초 기술평가기관 지정 (산업통상자원부)
- 2017년 기술전문기업(ESP) 디자인분야 선정 (중소기업청), 직무발명보상 우수기업 인증 (특허청), 하이서울브랜드기업 선정 (서울특별시), 이형칠 대표이사 데이터대상 데이터구루부문 수상 (과학기술정보통신부), '테크센싱2020' 발간 (한국경제신문)
- 2018년 청년친화강소기업 선정 (고용노동부)

## 제품
- Wintelips 특허검색에서 조사 분석까지 전문가용 온라인특허검색솔루션 www.wintelips.com
- Wips On 쉽고 빠른 온라인 특허검색서비스 www.wipson.com
- Wips Global 해외사용자용 온라인 특허검색서비스 www.wipsglobal.com
- Patbridge 한국특허 일본어번역서비스 www.patbridge.com
- INTOMARK 전세계 온라인 상표검색 www.intomark.com